# Kazajistán en los Juegos Paralímpicos de Lillehammer 1994
Kazajistán estuvo representado en los Juegos Paralímpicos de Lillehammer 1994 por dos deportistas, un hombre y una mujer.

## Medallistas
El equipo paralímpico kazajo obtuvo las siguientes medallas:
| Nombre          | Deporte        | Evento            |
| --------------- | -------------- | ----------------- |
| Oro             |                |                   |
| —               |                |                   |
| Plata           |                |                   |
| Lubov Vorobieva | Esquí de fondo | 15 km B2 femenino |
| Bronce          |                |                   |
| —               |                |                   |